# Občina Prebold
Občina Prebold je ena od občin v Republiki Sloveniji z okoli 5.000 prebivalci. Leži na južnem robu Spodnje Savinjske doline.

## Obseg občine
Občina Prebold obsega center in sedež občine - Prebold, ki je obkrožen s sedmimi vasmi. Prebold leži na terasasto dvignjeni planoti, kot podnožje višjega hribovja, ki se preko Žvajge, Homiča, Golave in Homa, vzpenja do višjih vrhov: Tolstega vrha, Reške planine, do najvišje Mrzlice. Na njej so med polji in travnik slikovita naselja: Šešče in Sv. Lovrenc na vzhodu, Prebold v sredini in Kaplja vas na zahodu, Dolenja vas in Latkova vas na severu, na južni strani pa hribovski naselji Matke in Marija Reka. Severni del občine omejuje regionalna cesta Ljubljana - Celje, ki je v oddaljenosti dveh kilometrov od občinskega centra, z dvema priključkoma povezana z avtocestno povezavo Maribor-Ljubljana.
Po površini kar dve tretjini občine pripada hribovitemu svetu, kjer se je ohranila nedotaknjena narava.

## Naselja v občini
Dolenja vas, Kaplja vas, Latkova vas, Marija Reka, Matke, Prebold, Sveti Lovrenc, Šešče pri Preboldu

## Poselitev in razvoj območja
Prve poselitve tega območja segajo v srednji vek. Tako se je prvotno naselje razvilo pod gradom Liebenstein leta 1288 in je bil stara alodialna posest Žovneških gospodov. Kasneje je grad propadel, vendar je njegovo mesto prevzela graščina Prebold - renesančni objekt, ki stoji še danes.
Pravi razvoj in napredek tega območja je omogočila šele industrializacija in razmah podjetništva ob koncu 19. stoletja. V tem obdobju je nastalo tudi osrednje jedro današnjega sedeža občine Prebolda, s cerkvijo Sv. Pavla in sosednimi stavbami v neoklasicističnem slogu. To jedro zaokrožuje kmečke in delavske hiše, značile za tisti čas, kar še danes daje kraju podobo lepo ohranjenega savinjskega podeželja.

## Turizem
V hribovitem predelu občine se razvija kmečki turizem in planinarjenje, medtem ko dolinski del le tega dopolnjuje s ponudbo rekreativnega ribolova, konjeništva, jadralnega letalstva ter mnogimi športno rekreativnimi površinami.